# Alibori
Alibori Benin tizenkét megyéjének egyike, székhelye Kandi. 1999-ben lett külön megye, előtte a terület Borgouhoz tartozott.

## Földrajz
Az ország északi részén található. Északra tőle Niger, nyugatra Burkina Faso, míg keletre Nigéria határolja. Hat település tartozik a megyéhez, ezek Banikoara, Gogounou, Karimama, Malanville, és Segbana.

## Népesség
A lakosság 32,6%-a bariba nemzetiséghez tartozik, 22,1% fulbe és 18,2% a dendi törzs tagja.

## Vallások
A muzulmánok aránya 77%-ra tehető. 10,3%-uk kereszténynek vallja magát. A többiek törzsi vallásúak.

## Fordítás
- Ez a szócikk részben vagy egészben  az   Alibori című német Wikipédia-szócikk fordításán alapul.  Az eredeti cikk szerkesztőit annak laptörténete sorolja fel. Ez a jelzés csupán a megfogalmazás eredetét és a szerzői jogokat jelzi, nem szolgál a cikkben szereplő információk forrásmegjelöléseként.